# Харитонов, Сергей Фёдорович (лесовод)
Серге́й Фёдорович Харито́нов (27 июня 1897, Переславль-Залесский — 7 июня 1992, там же) — советский лесовод, создатель Переславского дендросада.

## Биография
- 1897 — родился (27 июня)
- 1923 — окончил рабфак Петровско-Разумовской академии
- 1929 — окончил Ленинградскую лесотехническую академию
- помощник лесничего в Крыму, таксатор в Башкирской АССР
- 1937 — закончил Высшие педагогические курсы при Ленинградском сельскохозяйственном институте
- 1937 — сотрудник, затем заведующий лесного отдела Музея социалистического сельского хозяйства
- 1942—1949 — помощник лесничего в Переславском лесхозе
- 1949—1973 — лесничий в Переславском лесхозе
- 1960 — основал Переславский дендрологический сад
- 1973—1988 — агроном-садовод в Переславском лесхозе
- 1992 — умер (7 июня)

## Награды
- 1967 — заслуженный лесовод РСФСР
- почётный гражданин Переславля-Залесского
- орден «Знак Почёта»
- Медаль «За доблестный труд в Великой Отечественной войне 1941—1945 гг.»
- медаль «За оборону Ленинграда»

## Публикации
Кандидатская диссертация Харитонова погибла в блокаду Ленинграда. Известны статьи о культивировании деревьев, о дендрологическом саде, опубликованные в районной газете «Коммунар».